# Veekshanam
Veekshanam is een Malayalam-dagblad en het orgaan van de Kerala Pradesh Congress Committee (KPCC) van de Congrespartij. Het werd opgericht in 1976. Het is een broadsheet die uitkomt in vier edities in de Indiase deelstaat Kerala: Kochi, Kozhikode, Trivandrum en Kannur. De politieke kleur van de krant is rechts en pro-Congrespartij. Managing director van de krant is Benny Behanan, de general secretary van de KPCC, en de general manager is Ramesh Chennithala, de president van de KPCC (2013). Het blad heeft zijn hoofdkantoor in Kochi.